# أندريا رادريزاني
أندريا رادريزاني (بالإنجليزية: Andrea Radrizzani)‏‏ (10 سبتمبر 1974 في رو - ) شخصية أعمال إيطالي.